# Sebastiano Barozzi
Sebastiano Barozzi (San Fior, 20 maggio 1804 – Belluno, 4 maggio 1884) è stato un presbitero, patriota e poeta italiano.

## Biografia
Nato a San Fior il 20 maggio 1804, è figlio di Pietro Francesco Barozzi e Anna Maria Allegranzi; i Barozzi erano esponenti della nobiltà veneziana e Pietro Francesco si era trasferito in terraferma solo dopo la caduta della Repubblica di Venezia, trovandosi ora in condizioni economiche alquanto modeste.
Sebastiano viene avviato agli studi presso l'allora parroco di San Fior, Bartolomeo Graziani, proseguendoli poi al seminario di Ceneda, attuale Vittorio Veneto.

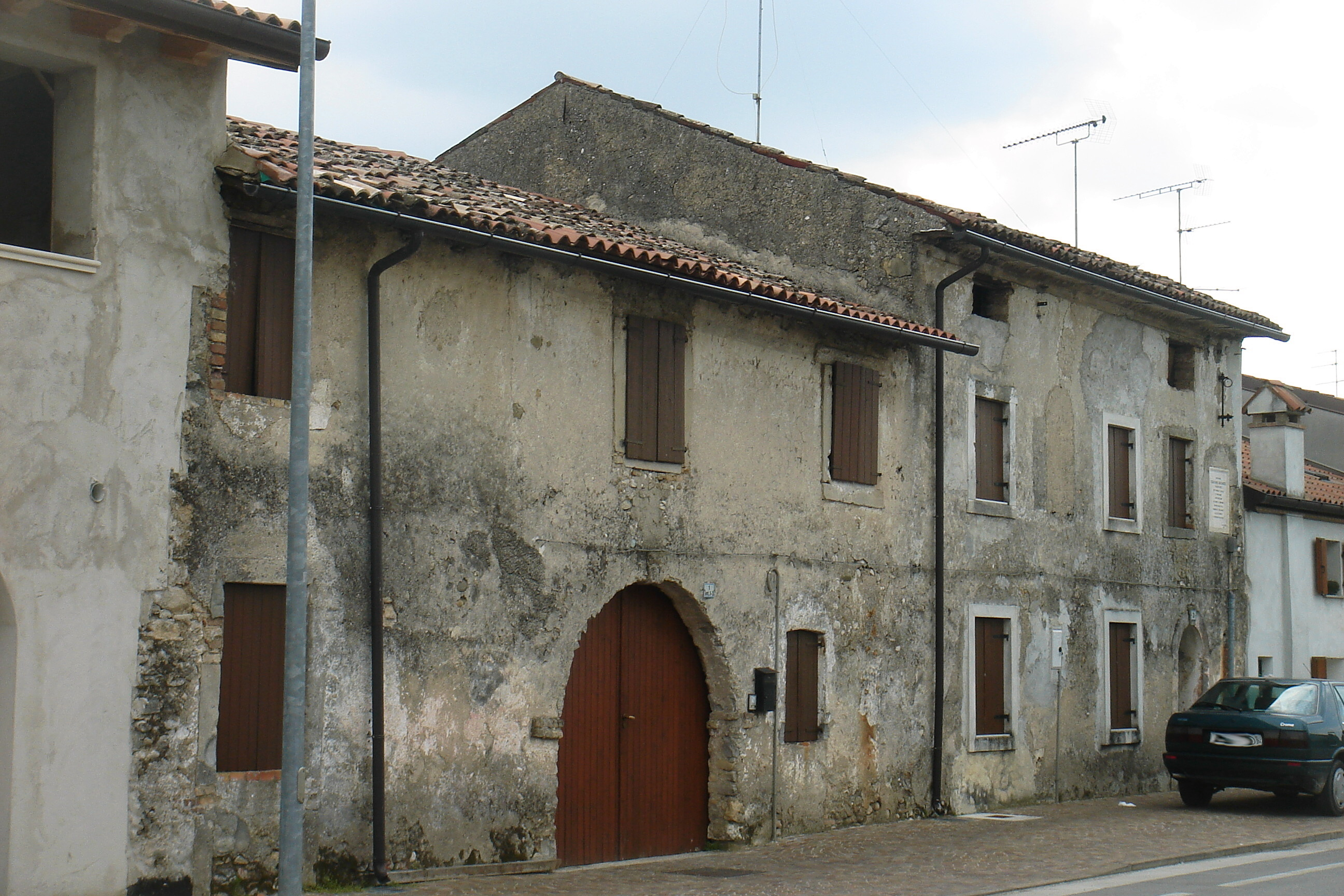
La casa natale a San Fior, nell'attuale borgo Barozzi

Si fa notare precocemente per le doti letterarie: questo fattore, da un lato, gli garantisce la protezione di figure come Francesco Amalteo, agiato intellettuale opitergino, o come Jacopo Monico, vescovo di Ceneda; dall'altro gli rende ostico il percorso seminariale, concluso con mille peripezie in Feltre. Viene ordinato sacerdote nel 1831, ma anche la carriera ecclesiastica non gli è facile, per le sue idee politiche antiaustriache.
Dopo un incarico come aiutante del parroco di Zoldo, nel Bellunese, ha una parrocchia propria solo nel 1843, isolato nella minuscola località di San Pietro in Campo presso Belluno.

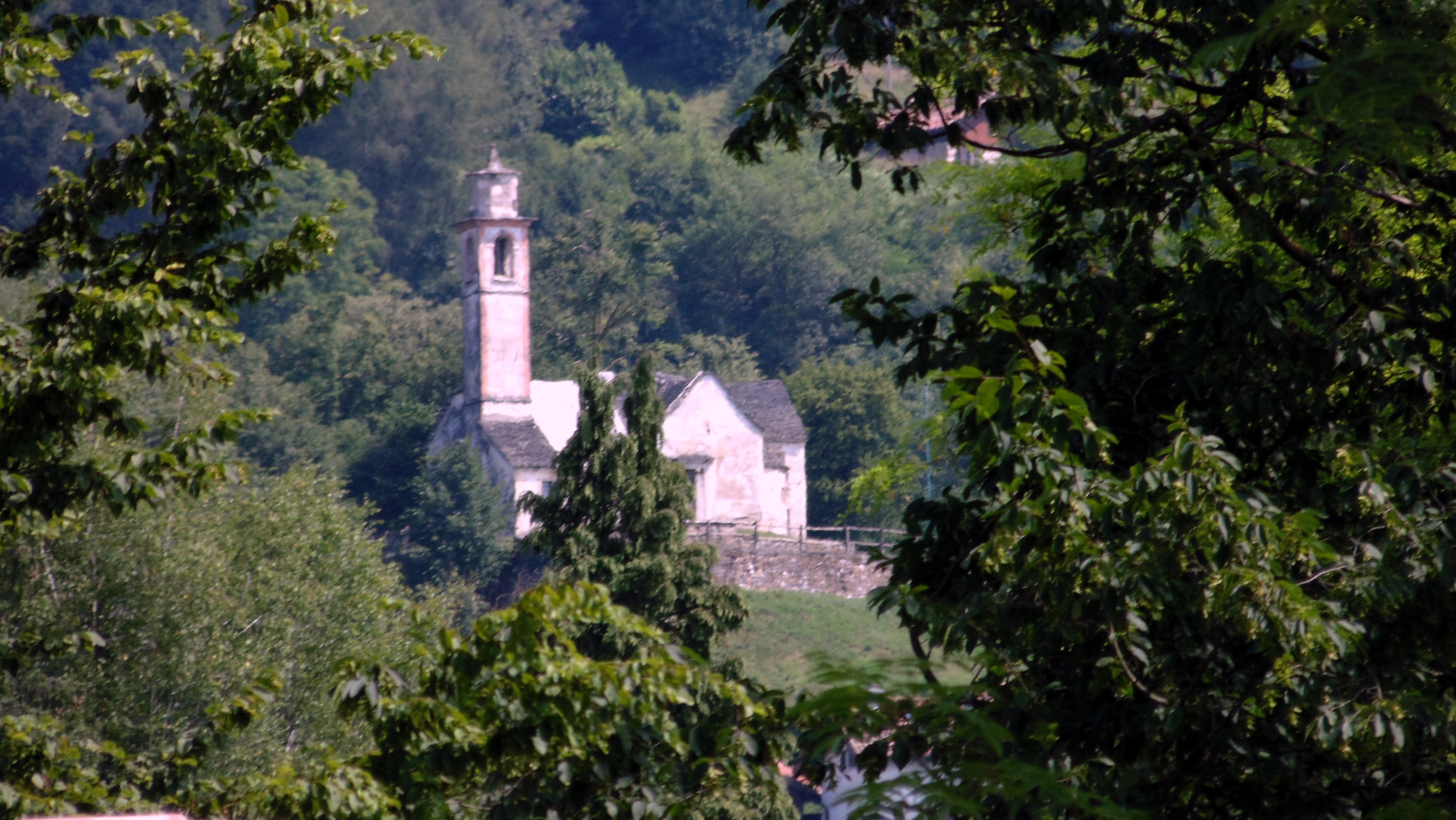
La chiesetta di San Liberale

A partire dal 1848, la passione politica di don Sebastiano cresce sensibilmente: parte come cappellano al fianco di un gruppo di volontari diretti in Lombardia per cercare di stoppare l'avanzata austriaca, ma la spedizione va male. È in questa occasione che conosce Pier Fortunato Calvi.

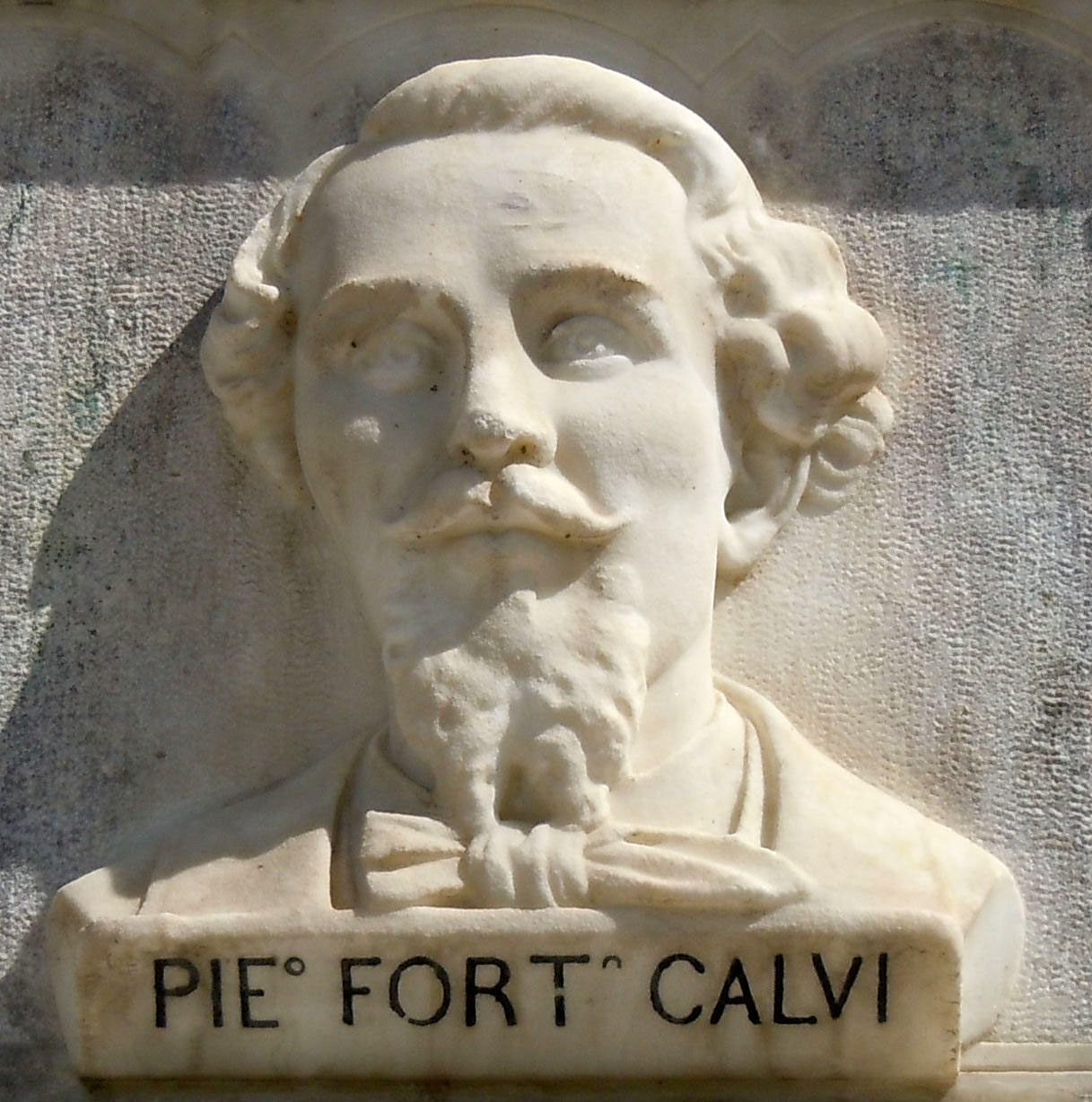
Ritratto scultoreo di Pier Fortunato Calvi

Al rientro nel dicembre del '48, presso la chiesa in cui esercita, un minuscolo edificio arroccato a mezza costa sul monte Serva, sopra Belluno, fomenta nelle sue prediche un sentimento irredentista, intonando – forte delle sue già note doti poetiche – un inno rivoluzionario da lui stesso scritto (Inno a san Liberale): è allora che l'intitolazione della piccola chiesa, fino a quel momento dedicata a San Daniele, viene assegnata a San Liberale. Rischiando di essere arrestato, fugge rifugiandosi a Venezia. Nel 1849, ritornato a Belluno, è sorvegliato dagli austriaci. Nel 1851, di nuovo prossimo a un arresto perché sospettato di nuove attività sovversive, riesce ancora a sfuggirvi, riparando a Torino, dove è costretto a rimanere per due anni, in condizioni economiche precarie.
Qui ritrova Calvi e allaccia rapporti coi mazziniani. Quando, nel 1853, può rientrare a Belluno, Barozzi è chiamato a coadiuvare Calvi nell'organizzazione di un'insurrezione nel Bellunese: al momento dell'azione, viste le condizioni avverse, don Sebastiano tenta di avvertire per lettera Calvi di ritirarsi, ma la missiva non arriva a destinazione: il patriota e i suoi vengono arrestati mentre sono in viaggio e, pochi giorni dopo, la stessa sorte capita a Barozzi, tradotto nel carcere allestito nel castello di Mantova: sono tutti condannati a morte. L'esecuzione di Calvi avviene il 4 luglio 1855, mentre per Barozzi e altri la pena è commutata in diversi anni di reclusione.

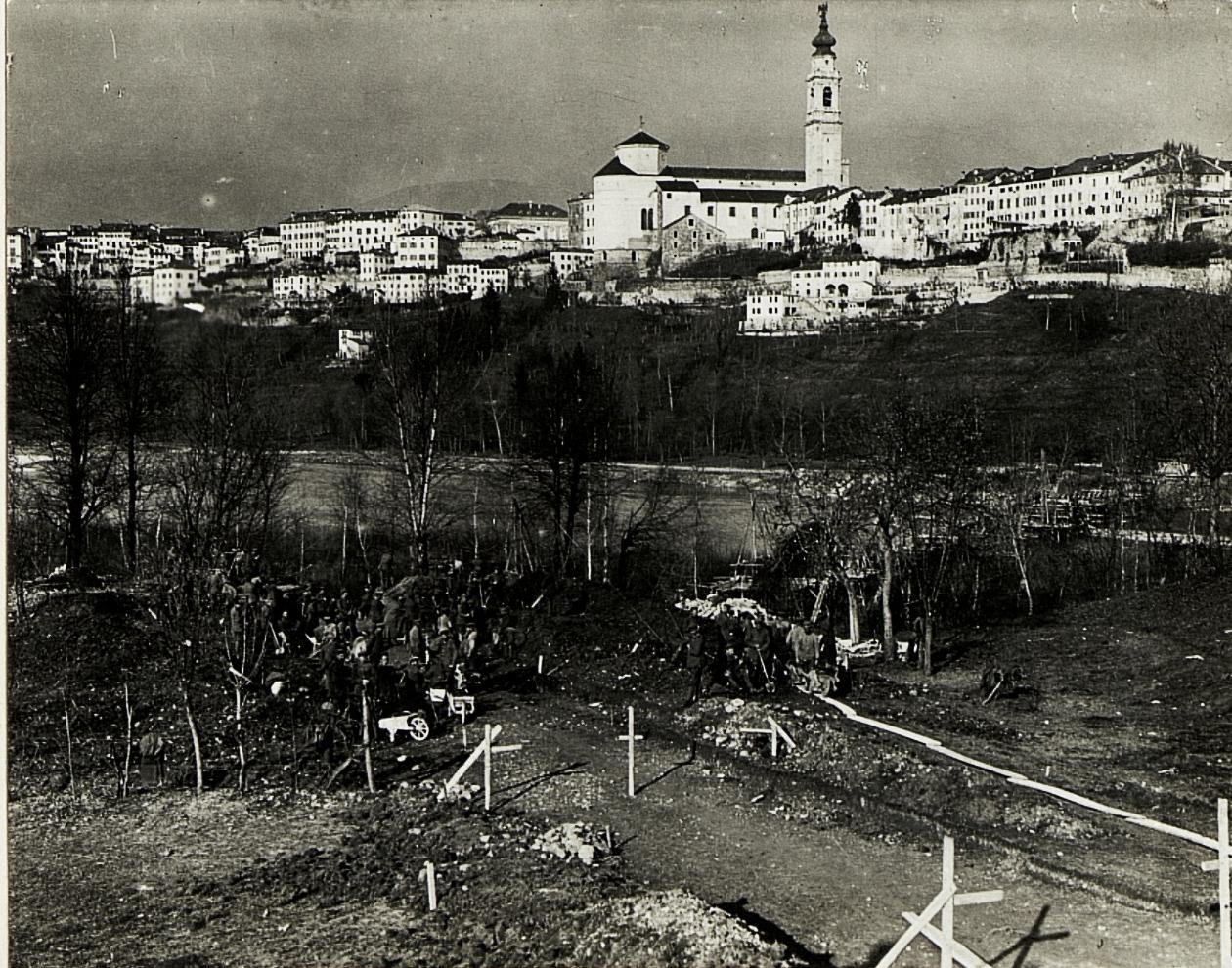
Veduta di Belluno (1917)

Nel 1857, don Sebastiano viene liberato anticipatamente, grazie a un'amnistia; la sua salute è stata però compromessa dalle condizioni carcerarie e gli è necessario un periodo di riposo nei luoghi natii presso il fratello, sacerdote a Pianzano, nei pressi di San Fior.
Di nuovo a Belluno, dal 1859 si ritira ad Orzes, piccola e amena località a nord-ovest del capoluogo, costretto a sospendere la sua militanza; qui ha modo di dedicarsi pienamente all'attività letteraria, dividendo equamente i propri interessi tra religione e politica, due vocazioni che, nella sua ottica, non sono mai in contrasto. Lo testimoniano bene i versi del suo poema dedicato alla Redenzione d'Italia, come in questa ottava rivolta a Giuseppe Garibaldi:
«Egli, la voce del Vangel che grida:

Ama il prossimo tuo come te stesso,

Non temer di nemico, in Dio ti fida

Ch’Egli faratti vincitor contr’esso:

Con pura mente, con intera e fida

Religïone in mezzo al cuor s’è messo:

E pel bene de’ suoi pel natio loco

Sfidò il mar, la tempesta, il ferro, il foco.»

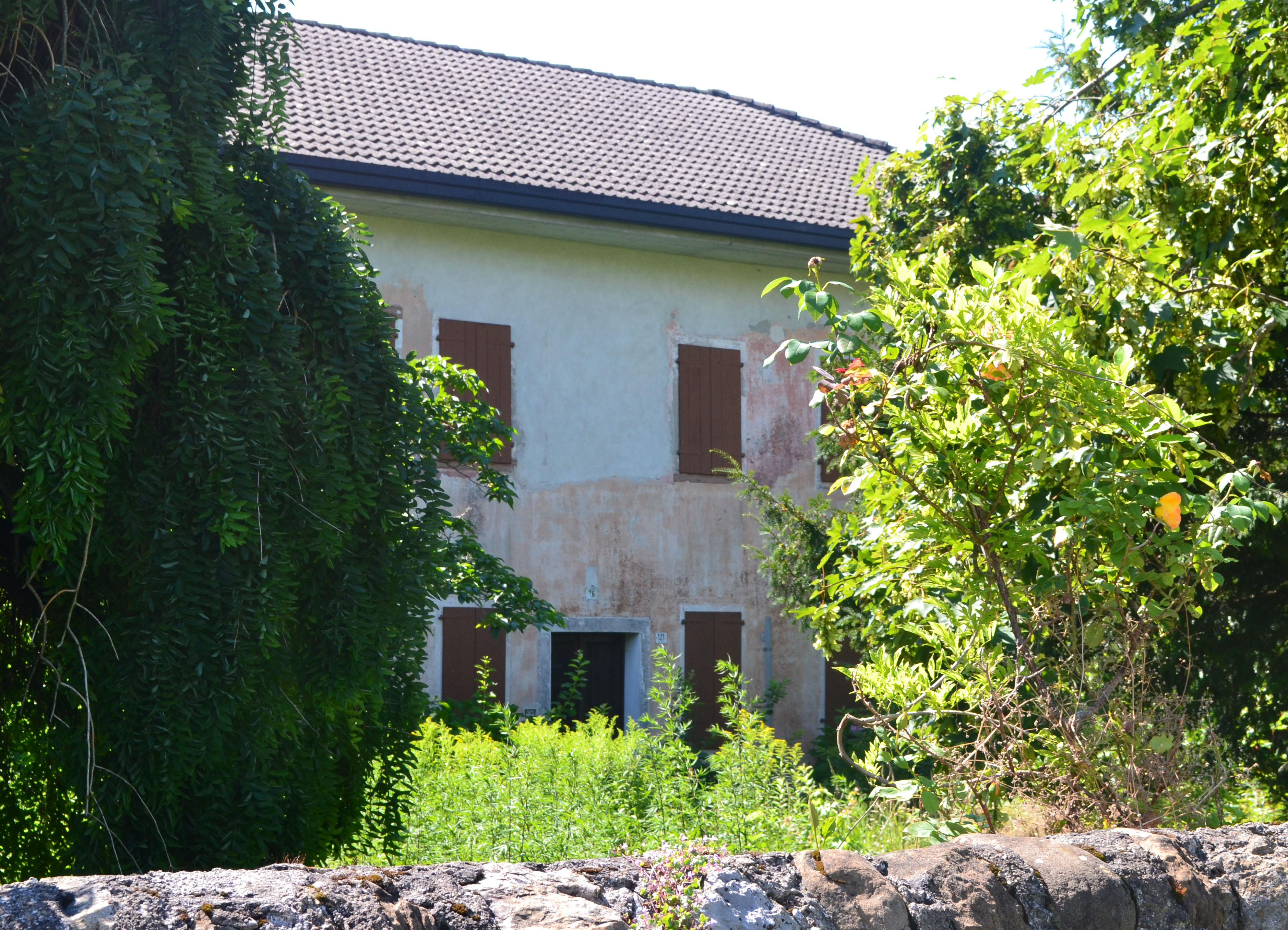
Casa Barozzi a Orzes

Deluso dal percorso di unificazione italiana, mostra comunque la soddisfazione del vederla compiersi, con l'annessione del Veneto nel 1866. Negli ultimi anni, è direttore dell'istruzione elementare e ispettore scolastico del circondario di Feltre e Fonzaso. Nel 1872, fermo nella propria identità di patriota, anziché assecondare la richiesta vescovile di togliersi le vesti borghesi e la lunga barba – segni che da sempre avevano caratterizzato la sua scarsa ortodossia e ne rappresentavano il patriottismo – preferisce essere punito con la sospensione a divinis.
Muore il 4 maggio 1884, a pochi giorni dall'ottantesimo compleanno, nella casa di Orzes, presso il cui cimitero Barozzi riposa. Un busto marmoreo, opera del celebre scultore bellunese Valentino Panciera Besarel, viene innalzato in suo onore nell'atrio del municipio di Belluno, dove ancor oggi è collocato; a San Fior gli viene invece posta una lapide, omaggio di Giovan Battista Cadorin, sulla facciata della sua prima casa, a preservare la memoria del cittadino più illustre del paese natale, cui oggi è dedicata anche la scuola media.

## Barozzi «poeta ufficiale» in Belluno
Attività cui Barozzi non ha mai smesso di dedicarsi alacremente è stata quella di poeta, tanto che Giuliano Galletti, lo storico che più approfonditamente ne ha studiato le vicende, ha scritto, parlando dei primi anni di sacerdozio in Belluno, che «si faceva conoscere come letterato, pubblicando in opuscoli di circostanza per nozze o altre occasioni testi originali e più spesso traduzioni, fino a diventare una sorta di “poeta ufficiale” di Belluno».

### Le traduzioni dal tedesco e dal latino

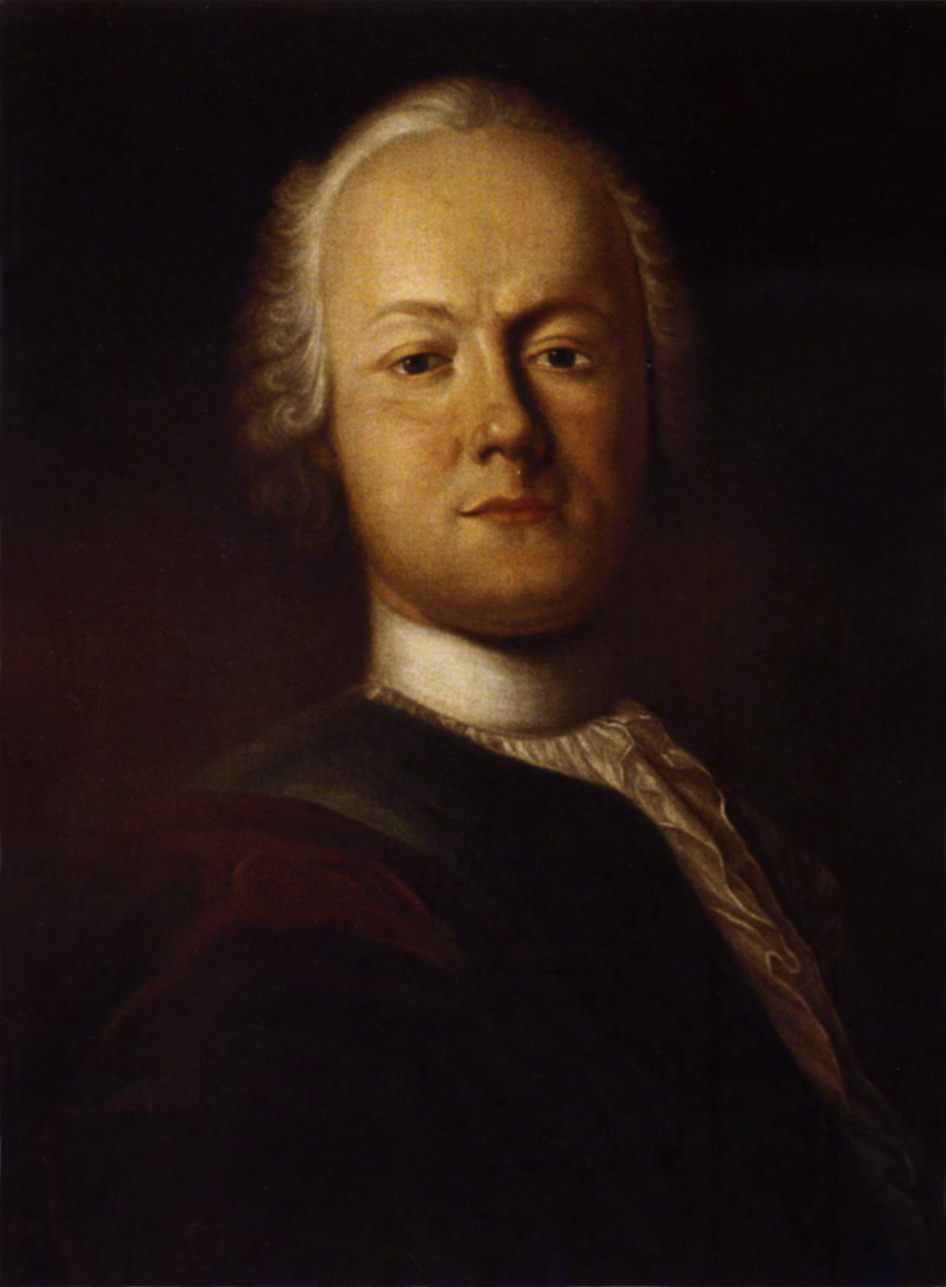
Ritratto del poeta tedesco F. G. Klopstock

Al di là della natura occasionale di molta sua produzione, è notevole il suo impegno di traduttore dal tedesco: si occupò in particolare della poesia di Friedrich Schiller e di altri poeti tedeschi, editi nei Fiori del Parnaso alemanno, antologia stampata nel 1839,  nonché della resa in ottave italiane dell'imponente poema Il messia di Friedrich Gottlieb Klopstock, del quale fu tra i primi traduttori italiani con un'edizione voluta da amici e uscita a Milano nel 1858 (nel '39, a Milano, era uscita la prima traduzione italiana del poema, a cura di don Giuseppe Pensa). Del 1870 a Belluno è l'uscita delle traduzioni dal latino in ottave italiane delle Sacre Scritture, sotto il titolo di Versioni dalla Bibbia. 

### LaCronaca del popolo durante la redenzione d'Italia

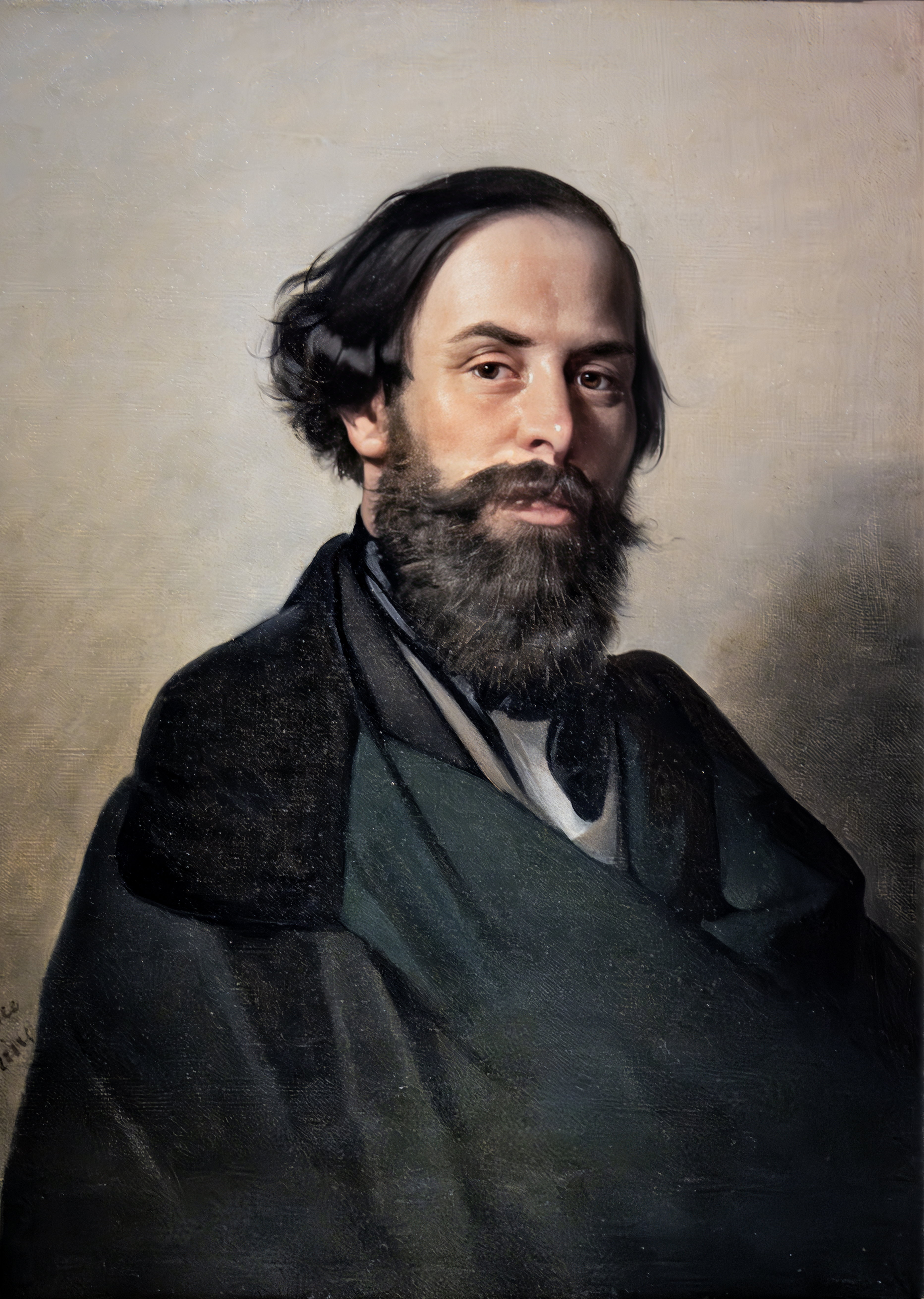
Autoritratto del pittore Ippolito Caffi

Ma l'esercizio del metro dell'epica nazionale è soprattutto finalizzato alla poderosa opera originale di Barozzi: il poema risorgimentale Cronaca del popolo durante la redenzione d’Italia, 13.076 versi dedicati alle vicende rivoluzionarie guardate da un punto di vista eccentrico, quello della Val Belluna. Vi entra in gioco lo stesso Barozzi, come personaggio, assieme agli amici irredentisti, tra cui celebri signori, intellettuali e artisti altoveneti dell'epoca, cui era legato in amicizia: si tratta di nomi come Ippolito Caffi e Tomaso Catullo. Le peregrinazioni di tali patrioti portano a un viaggio dentro gli angoli più suggestivi del paesaggio bellunese, tra cascate, giardini e ville venete.
Mai pubblicato in vita – a causa delle scomode posizioni politiche, contro gli austriaci e, in particolare, contro la Chiesa ufficiale e la figura di Pio IX – il poema è rimasto inedito, conservato in un unico manoscritto catalogato dalla Biblioteca Civica di Belluno; solo nel 2016 ha visto la luce, in un'edizione antologica corredata di documenti e apparati fotografici, per la cura di Giuliano Galletti e Paolo Steffan, in un'edizione che il Comune di San Fior ha finanziato integralmente in occasione del 150º anniversario dell'annessione del Veneto.